# إدوينا براون
إدوينا براون (بالإنجليزية: Edwina Brown)‏ مواليد 1 يوليو 1978 في دالاس، هي لاعبة كرة سلة أمريكية سابقة أصبحت مدربة مساعدة. تم اختيارها من قبل فريق ديترويت شوك خلال الدرافت. حققت المركز الثالث في دورة الألعاب الأمريكية 1999.

## المسيرة الاحترافية
لعبت مع ديترويت شوك من سنة 2000 إلى 2002، ثم لعبت مع فينيكس ميركوري في سنة 2003، ثم لعبت مع هيوستن كومتز في سنة 2006.

## الميداليات
| الميدالية | المسابقة                    |
| --------- | --------------------------- |
| برونزية   | دورة الألعاب الأمريكية 1999 |

## روابط خارجية
- إدوينا براون على موقع الاتحاد الوطني لكرة السلة النسائية (الإنجليزية)
- إدوينا براون على موقع كرة السلة الأوروبية.كوم (الإنجليزية)
- إدوينا براون على موقع كلية كرة السلة في سبورتس رفرنس.كوم (الإنجليزية)
- إدوينا براون على موقع بروبوليرز (الإنجليزية)
- إدوينا براون على موقع سبورتس رفرنس (الإنجليزية)